# 謝美·拉錫利斯
謝美·拉錫利斯（英語：Jamaal Lascelles，1993年11月11日—）出生於英格蘭打比，是一名足球運動員，司職中後衛，目前正效力英超球會紐卡素，並擔任隊長。

## 俱樂部生涯

### 紐卡索聯
2016年8月4日，拉錫利斯被拉法埃爾·貝尼特斯選為紐卡素的新隊長，接替已轉會的法布里西奥·科洛奇尼。

## 榮譽

### 俱樂部
紐卡素
- 英格蘭足球冠軍聯賽冠軍：2016–17賽季

### 個人
- PFA年度最佳陣容：2016–17賽季（英冠）[3]

## 外部連結
- Soccerway資料庫：謝美·拉錫利斯